# Hie-Schrein

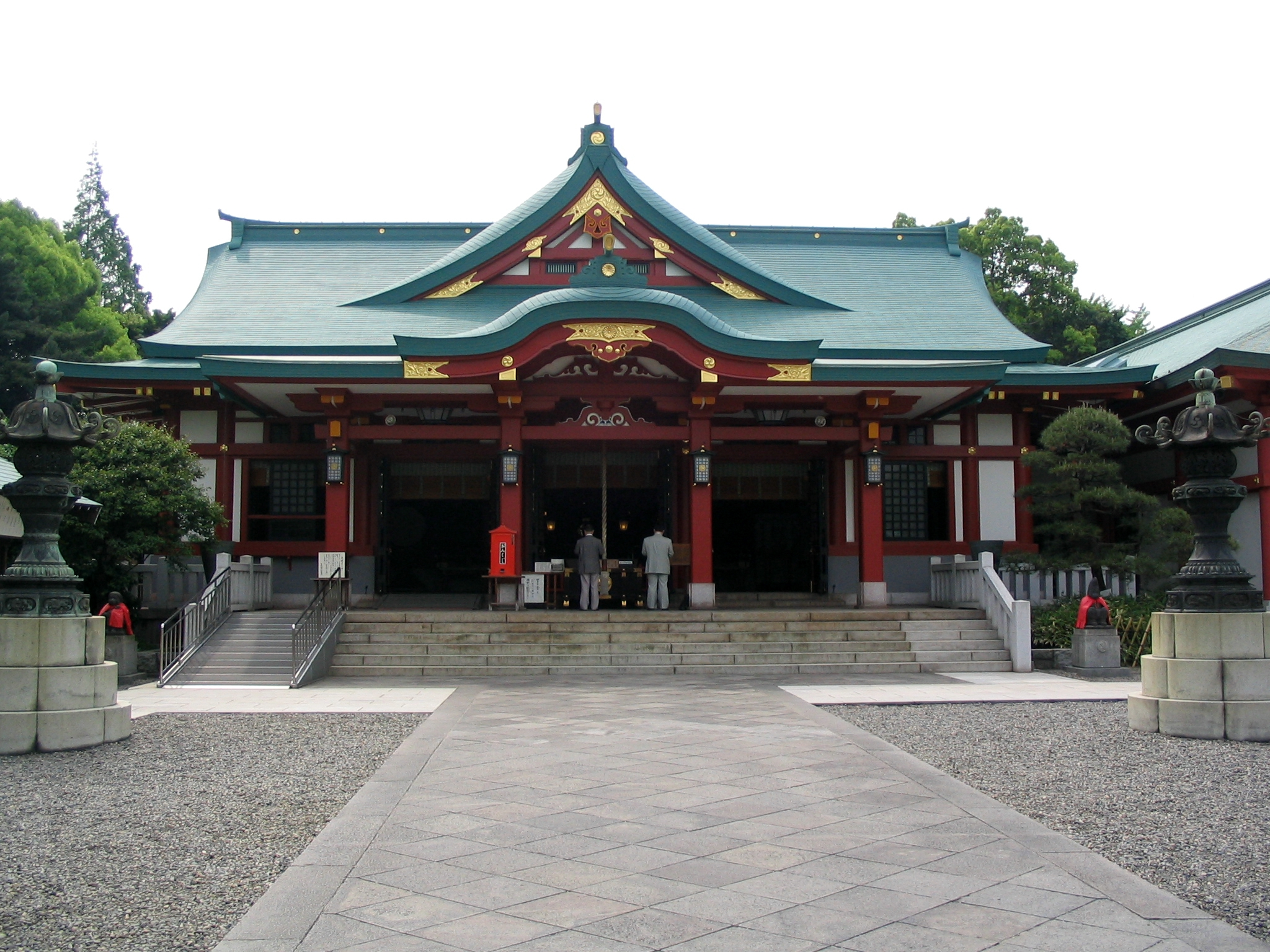
Der Hie-Schrein

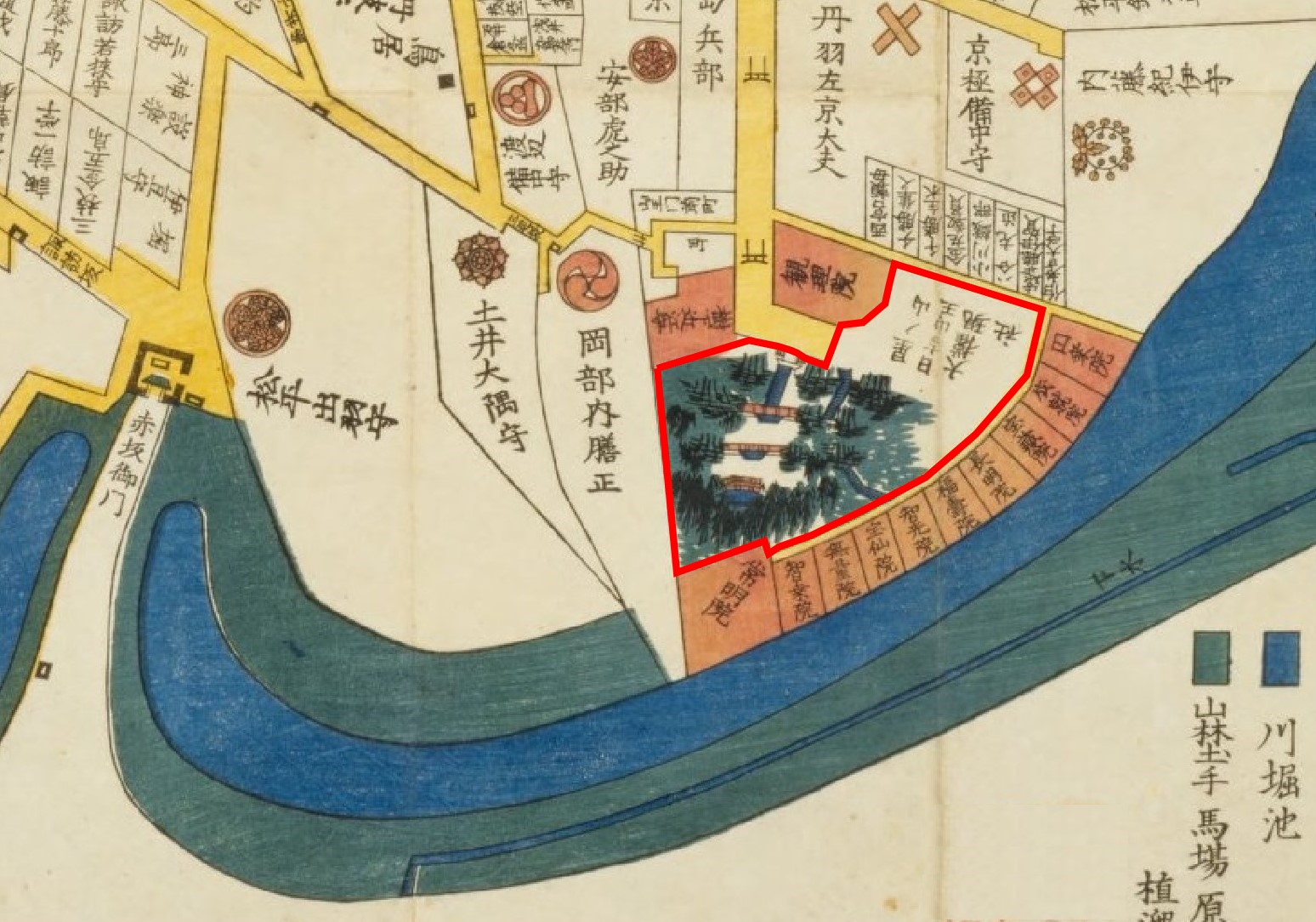
Hie-Schrein um 1850

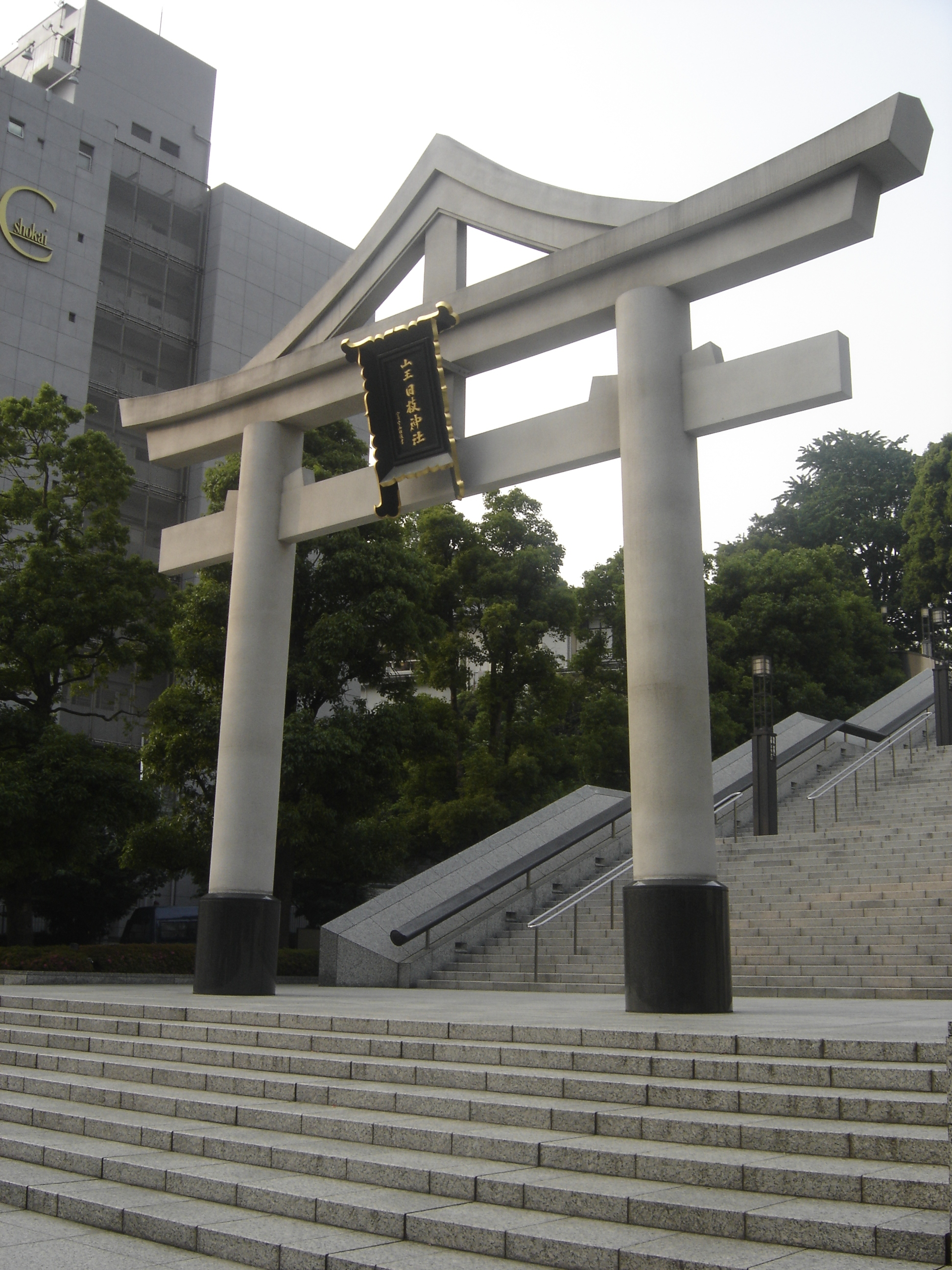
Torii

Der Hie-Schrein (jap. 日枝神社, Hie-jinja) ist ein Shintō-Schrein im Stadtteil Nagata-chō des Bezirks Chiyoda. Oberster Kami des Schreins ist Ōyamakui no kami (大山咋神), Gottheit des Berges Hiei-zan und allgemein auch Hie no kami oder Sannō Gongen genannt. Eine andere Kami ist Izanami. Der Hie-Schrein gilt als einer von über 3.000 Zweigschreinen des Hiyoshi-Taisha (ursprünglich ebenfalls Hie-Schrein) in Ōtsu, Präfektur Shiga.

## Geschichte
Der Hie-Schrein soll 1478 von Ōta Dōkan von Kawagoe als Schutzschrein in die von ihm neu errichtete Burg Edo versetzt worden sein. Es gibt jedoch Hinweise darauf, dass dieser Schrein bereits 1362 in dieser Gegend existiert hat. Als Tokugawa Ieyasu 1590 Edo übernahm, blieb der Schrein zunächst an seinem Ort, aber der zweite Shogun, Tokugawa Hidetada, verlegte ihn 1613 nach außen auf einen Hügel gegenüber dem Hazomon-Tor. Im Meireki-Großbrand 1657 brannte der Schrein ab und wurde 1659 von Tokugawa Ietsuna am gegenwärtigen Ort wieder aufgebaut.

## Die Anlage
Der Schrein, auf einer Anhöhe über dem ehemaligen Inneren Graben gelegen, ist von dieser Seite zugänglich durch ein Torii in einer Form, die typische für diesen Schrein ist und daher Sannō-Torii genannt wird. Die hinaufführende steile Treppe wird „Männerweg zum Sannō“ (山王男坂, Sannō Otoko-zaka), der geschwungene Weg rechts davon wird „Sannō-Frauenweg“ (山王女坂, Sannō Otoko-zaka) genannt. Oben, vor dem eigentlichen Schrein-Bezirk, befindet sich links das überdachte Wasserbecken (手水舎, temizusha), das zur Reinigung von Mund und Hand dient. Das Innere wird durch das „Göttertor“ (神門, Shinmon) betreten. Auf der gegenüberliegenden Seite steht die Gebetshalle (haiden, 拝殿) und dahinter die Verehrungshalle (honden, 本殿).
Am 8. November 1868 wurde der Hie-Schrein vom Meiji-tennō zu einem der „Zehn Schreine von Tokio“ (Tōkyō-jissha) ernannt.
Durch Bombardierungen im Zweiten Weltkrieg wurde der Schrein ein zweites Mal zerstört und 1967 erneut aufgebaut. Die Kosten von über 150 Millionen Yen wurden größtenteils von Gemeindemitgliedern und Gläubigen getragen.
Der Hie-Schrein richtet in jedem zweiten Jahr abwechselnd zum Kanda-Matsuri von Anfang bis Mitte Juni das Sannō-Matsuri aus. Bis 1885 gehörte es zu den drei größten Festen von Tokio, danach verhinderte die Installation von elektrischen Leitungen das Durchkommen der 45 großen Festwagen. Gegenwärtig beinhaltet die Festprozession am 15. Juni nur drei heilige Sänften, die traditionellerweise in den Kaiserpalast einziehen, wo der Oberpriester um Frieden für den Kaiser und seine Familie betet.